# Ausbildender
Ausbildender ist, wer andere Personen zur Berufsausbildung einstellt 
(§ 10 Abs. 1 Berufsbildungsgesetz). Dies können sowohl natürliche, wie auch juristische Personen sein. 
Der Begriff des Ausbildenden ist von dem des Ausbilders abzugrenzen. Im Allgemeinen ist der Betrieb, mit dem der Auszubildende den Ausbildungsvertrag abschließt, Ausbildender. 
Hingegen ist der Ausbilder die natürliche Person, die im Sinne des Berufsbildungsgesetzes für die Berufsausbildung verantwortlich ist. Das kann beispielsweise der Geschäftsführer sein oder vom ausbildenden Betrieb beauftragte Mitarbeiter mit der erforderlichen Qualifikation.